# Les Deux Poètes
Les Deux Poètes est la première partie d’un vaste roman d’Honoré de Balzac, Illusions perdues, paru en 1837 chez Edmond Werdet, avant d’être relié à Un grand homme de province à Paris et Ève et David (Les souffrances de l’inventeur) en un seul roman dans l’édition Furne 1845 de La Comédie humaine, où il figure dans les Scènes de la vie de province.
Pour un résumé des trois parties : se reporter au titre global Illusions perdues dans la section Principales œuvres et Scènes de la vie de province.